# Zwerger (Adelsgeschlecht)

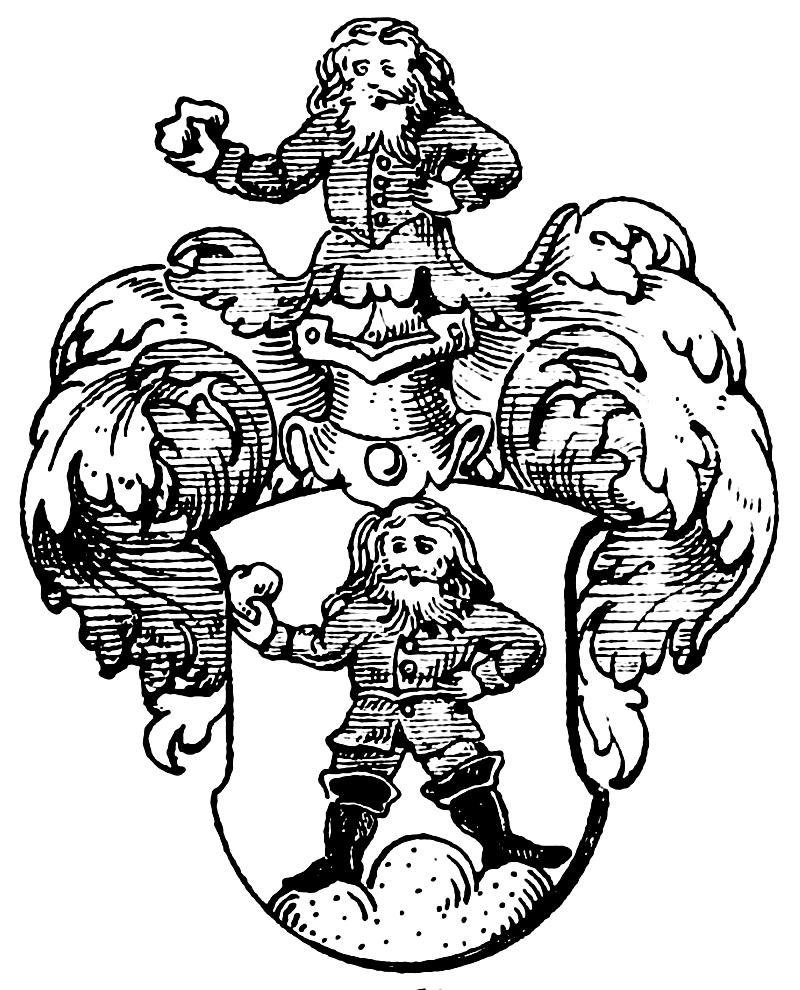
Stammwappen der Zwerger, 1532

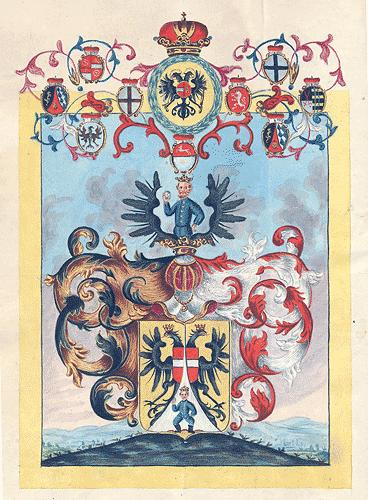
Das Wappen der Zwerger, 1625

Zwerger (auch von und zu Zwerger) ist der Name eines altbayerischen Adelsgeschlechts.

## Geschichte
Die Familie wurde erstmals urkundlich 1295 erwähnt. Im Jahr 1354 erhielten die beiden Zwerger Otto und Wolfhart das Dorfgericht in Prittriching zugesprochen. Die nachvollziehbare Stammreihe beginnt 1430 mit Chunrat Zwerger († 1465), Hof- und Mühlenbesitzer, Fischer und Gastwirt auf der Halbinsel Zwergern im Walchensee. Am 5. Dezember 1532 erhalten seine Enkel, die Brüder Hanns, Chunradt, Jörg und Martin einen herzoglich bayerischen Wappenbrief.  Dr. jur. utr. Johann August Zwerger, Domherr und Konsistoriumsassessor wurde am 25. Juli 1625 in Wien mit dem Gesamtgeschlecht in den Reichsadelstand gehoben. Mit kaiserlichem Erlass durch Ferdinand der Ander wurde das gesamte Geschlecht von jeglicher Steuer befreit und 1627 von Notar Dr. Sengler erstmals bestätigt.
Die Reichsadelsbestätigung mit dem Prädikat von und zu erging in Wien am 24. Juni 1737 für Niclas von Zwerger, markgräflich burgauischen Forstmeister und seine Neffen den Oberstwaldmeister in Tirol Johann Georg von Zwerger, und den K.K. Salzpfannhausverwalter zu Hall in Tirol, Johann Martin von Zwerger. Eine erneute Reichsadelsbestätigung erhielt der kurpfälzisch bayerische Hofkammerrechnungskommissär Georg Alois von Zwerger in München am 25. September 1790 vom Kurfürsten Karl Theodor von Pfalzbayern in seiner Funktion als Reichsvikar.
Dr. theol. Franz Christoph von und zu Zwerger, fürstbischöflich augsburgischer Wirklicher Rat und fürstbischöflich konstanzischer Geistlicher Rat, immatrikulierte sich am 9. Juni 1815 bei der Adelsklasse der Bayerischen Ritterschaft.

## Das Wappen
- Das Wappen von 1532 zeigt in Silber auf goldenem Dreiberg einen bärtigen Zwerg in blauer Kleidung mit fünf goldenen Knöpfen und schwarzen Schuhen, mit der Rechten einen silbernen Stein zum Wurf emporhaltend, die Linke in die Hüfte gestemmt. Auf dem Helm mit blau-silbernen Decken der Zwerg mit dem Stein wachsend.
- Das Wappen von 1625 und 1737 zeigt einen goldenen Schild mit dem deutschen Reichsadler, mit österreichischem Herzschild. In einer am Schildfuß eingepfropften silbernen Spitze sieht man einen auf goldenem Dreiberg stehenden, blau gekleideten gekrönten Mann, einen silbernen Stein in der erhobenen Rechten haltend. Auf dem gekrönten Helm mit rechts schwarz-goldenen und links rot-silbernen Helmdecken der Mann wachsend zwischen zwei blauen Adlerflügeln.

## Angehörige
- Franz von Zwerger, Bürgermeister der Stadt Ravensburg von 1821 bis 1856
- Rudolf von Zwerger (1902–1945), deutscher Geologe und Geophysiker
- Johann Augustin von und zu Zwerger, Universitätskanzler der Wiener Universität und Dompropst des Wiener Stefansdomes
- Johann Baptist von und zu Zwerger (1824–1893), Fürstbischof von Seckau
- Johann Nepomuk von und zu Zwerger (* 28. April 1796 in Donaueschingen; † 26. Juni 1868 in Cannstatt) war ein deutscher Bildhauer und Hochschullehrer